# Богуславський Данило Ярославович
Данило Ярославович Богуславський (7 квітня 1990, м. Харків — 16 жовтня 2022, біля с. Нова Кам'янка, Херсонська область) — український гравець в американський футбол, військовослужбовець 128 ОГШБр Збройних сил України, учасник російсько-української війни. Кандидат у майстри спорту.

## Життєпис
Данило Богуславський народився 7 квітня 1990 року в місті Харкові.
Через рік сім'я переїхала до Ужгорода, де він навчався в загальноосвітній школі № 3. Закінчив два факультети Львівської комерційної академії.
Від 2019 року працював у міжнародній ІТ компанії Just Answer. Засновник та керівник СТО «Самзламав».
Був гравцем та функціонером клубу «Ужгородські лісоруби», брав активну участь у діяльності Федерації американського футболу Закарпатської області. Триразовий чемпіон України з американського футболу.
У перший день повномасштабного російського вторгнення в Україну 2022 року добровільно вступив до Збройних сил України. Служив стрільцем, помічником гранатометника 128-ї окремої гірсько-штурмової бригади. Помер 16 жовтня 2022 року рятуючи пораненого побратима біля с. Нова Кам'янка на Херсонщині.
Частину його праху поховали 23 жовтня 2022 року на Алеї Слави в Ужгороді, а частину розвіяли в особливих місцях (зокрема над звільненим Херсоном).

## Вшанування пам'яті
ІТ компанія, в якій працював Данило, заснувала стипендію його імені в Українському католицькому університеті.
25 грудня 2022 року американський канал NFL Network у прайм-таймі перед Суперболом показав фільм про спортсменів Української ліги американського футболу, які загинули на війні.
В червні 2023 в Ужгороді замість вулиці Павла Пестеля появилася вулиця Данила Богуславського.

## Дивіться також
- Список українських спортсменів, тренерів і функціонерів, що загинули під час Революції гідності чи внаслідок російської агресії в Україні